# SR-1維克多手槍
SR-1「維克多」（俄语：СР-1 Вектор）、謝爾久科夫半自動手槍（俄语：Самозарядный Пистолет Сердюкова，簡稱：СПС，簡稱：SPS；俄罗斯国防部火箭炮兵装备总局代號：／）是一款由俄罗斯聯邦槍械設計師彼得·謝爾久科夫和伊戈爾·别利亞耶夫（Игорем Беляевым）領導的設計團隊因應俄羅斯軍隊“烏鴉”計劃而研製、槍械製造商中央精密工程研究所所生產的特種部隊專用半自動手槍，其設計目的是在100公尺（109.36码，328.08英尺）內的近身距離作戰時，殺傷穿著個人防彈衣的敵人。該槍可發射多種9×21毫米“鈍頭蝮蛇”口徑手枪子彈（中央研究精密機械製造局現在將該槍命名為／）。

## 歷史
該槍是為了取代在執法機構的特別用途單位中使用的斯捷奇金自動手槍而開發。戰術指標當中的要求包括在高達100米以內的距離作瞄準射擊的能力，殺傷具備個人防護裝備（包括防彈衣）的目標，並具有癱瘓車輛和其他輕型裝甲車輛的可能性。
自1980年代開始，從各國軍隊、執法機關、情報機構和特種部隊所需要裝備和使用的個人手槍當中都可看出有著本質上的不同。當中原因為大多數國家的武裝部隊都廣泛導入了不同類別的身體部份個人防護裝備。例如：第二級防彈衣（NIJ II）能夠抵擋在近距離由發射托卡列夫手槍的7.62×25毫米托卡列夫钢製彈芯子彈，以及由貝瑞塔92FS手槍發射的9×19毫米北約標準子彈。
目前不只軍隊和執法機關，連犯罪和恐怖組織都開始使用防彈衣。即使使用防彈衣保護自己，身體的30％以上仍無保護，但根據使用個人武器作戰（特別是警察）的經驗表示，多數火拼中與敵方的接觸都是突然和短暫的情景。在這樣的情況，當射手沒有足夠時間來擊中目標的重要器官的情況下，穿著個人防護裝備的目標不但能夠讓自己存活，甚至還具備還火的能力。另外，制止力也是其中一個原因。在許多情況下，當人員開槍以後擊中的不是在敵人身體但制止力不足的時候（甚至沒有防彈衣的保護的敵人）不但無法阻止他繼續行動，甚至還讓其有開槍反擊的餘地。
為了解決上述問題，設計團隊研發了一種能夠有效地貫穿敵人防護裝備的新型武器和相應的新型彈藥。在這種情況下，該槍必須具備合理的尺寸、重量和後座力，而發射的彈藥則具有高度貫穿力和制止力。
1990年代初，研發出現了變動。因為俄羅斯軍隊啟動“烏鴉”計劃，採用新式手槍用以取代馬卡洛夫手槍。除了要求有效射程超過50米，還有100米以內對30層“薄片”式克維拉和厚達2.8毫米鈦合金板有著幾乎100％概率的貫穿力，子彈有著擊殺穿有防彈衣或藏身於車輛上的敵人的威力。
1991年，按照加大的戰術技術要求，由彼得·謝爾久科夫和伊戈爾·别利亞耶夫（Игорем Беляевым）這兩名經驗豐富的槍械設計師為首所領導的設計團隊實驗性創建的樣品成為日後俄罗斯国防部火箭炮兵装备总局給予代號的手槍；而彈藥設計師A·B·尤里耶夫則設計其發射的9×21毫米“鈍頭蝮蛇”穿甲手枪子彈，它是一種具備淬火鋼彈芯的穿甲彈。
1993年，聯邦安全局制定了手槍的戰術指標，雖然減少了彈藥容量，但仍需有著足夠的射擊效能。在設計期間，該手槍獲得了代號「維克多」。
1995年，設計團隊為該槍的設計註冊专利，然後為了應對全新制定的戰術指標，將製成的試驗樣品命名為RG055。樣品槍RG055S（S，意為：操作）命名為「斑蝰蛇」，並在1996年鄂木斯克設備和地面部隊裝備展（VTTV）上首次對外展出並提供出口。
1996年12月，該槍獲聯邦安全局和联邦警卫局所屬的特種部隊所採用，他們把這些手槍命名為SR-1「維克多」（SR，意為：特殊設計），而配用的穿甲彈藥則命名為SP-10（SP，意為：特殊彈藥，在客戶識別文件上則命名為RG054）。生產主要分散設置在兩家兵工廠，分別為中央研究精密機械製造局和“‘馬亞克’基洛夫工厂”股份公司（JSC）。
除了SP-10／（／）彈藥以外，其他已經研製出來的彈藥還有：SP-11／（／），使用鉛製彈芯的標準全金屬被甲彈；SP-12／，低跳彈性達姆彈；SP-13／（／），曳光穿甲子彈。謝爾久科夫手槍發射具有較高制止力和貫穿力的子彈：穿甲彈藥在50公尺（54.68碼，164.04英尺）距離可貫穿防護等級達NIJ IIIA的防彈衣、厚度5毫米的鋼板或厚度2.4毫米的鈦板。
自1999年以來，一批SR-1手槍成為了俄羅斯檢察官的佩槍。
2003年，俄羅斯聯邦政府法令第166號在2003年3月21日公佈，內容是SR-1被俄羅斯軍隊的特種部隊（斯佩茨納茲）所採用並且命名為SPS（謝爾久科夫半自動手槍），而配用的9×21毫米“SP”手枪子彈的俄罗斯国防部火箭炮兵装备总局代號分別是：
- 7N28（SP-11），標準全金屬被覆彈，彈頭重量為7.5克（鉛芯，兩層金屬外殼被覆），在城市環境作戰中使用；
- 7N29（SP-10），穿甲彈，彈頭重量為6.7克（具有淬火鋼彈芯，只有彈頭部分從金屬外殼伸出，具有可脫式聚乙烯彈托和雙金屬外殼）；
- 7BT3（SP-13），曳光式穿甲彈，彈頭重量為7.3克（具有短鐵彈芯，鉛製彈托，曳光藥劑化合物和兩層金屬外殼被覆）。[3]

除了SPS，MP-443「烏鴉」與GSh-18同樣作為制式手槍被俄羅斯軍隊和執法機關以下的各個部隊所採用。但SPS與GSh-18明顯不及MP-443普及。

## 設計
SR-1手槍採用槍管短行程後座與閉鎖卡鐵擺動式自動原理。槍管是由位於槍管下方的垂直擺動式閉鎖卡鐵進行閉鎖。德國瓦爾特P38手槍及意大利貝瑞塔92手槍亦採用了很相似的設計。當槍管後方的卡鐵移動時，與底把（套筒架座）上卡鐵的相互作用，超越了凹式卡鐵以內的鎖耳，槍管從導槽和在底把上的停止鎖耳脫開，套筒保持向後移動和壓縮復進簧。復進簧將槍管兼作導桿並且環繞在槍管以外。這種彈簧佈置與槍管下獨立式復進簧和其導桿相比，可降低底把在高度上的尺寸，而且具有可更換式槍管的手槍可於第一時間使用。具有扳機保險式機構的扳機，裝有彎曲式主彈簧，設置在扳機的空穴以內。該槍的第一發可選擇預先拉下擊錘的單動操作模式或雙動操作模式。
底把的上半部（套筒架座）與握把的骨架為鋼製成型部件，而握把表面和扳機護環為高強度玻璃纖維強化的聚酰胺（高分子聚合物），而套筒由鋼製成。SR-1手槍沒有手動保險裝置，而是設有兩個自動保險以安全地使用：一個是類似於M1911手槍或烏茲衝鋒槍、位於握板背後的半圓形握把保險，必需在手掌握持時保持對按鈕的按壓以解脫阻鐵；另一個是類似於格洛克手槍的扳機保險，食指按壓位於扳機以上的按鈕才可發射。據說還有第三個自動保險是撞針保險。
發射以後的彈殼藉由槍機從膛室抽出，並在套筒向後運動時從右側的拋殼口拋出槍外。然後套筒向前復進時，將彈匣最頂部的子彈取出以後，裝入膛室並且閉鎖。當彈匣彈盡時需要按壓扳機護圈根部的彈匣釋放按鈕以退出彈匣。
SR-1手槍扳機組件可以雙動和單動射擊；亦可將擊錘拉下至一半的中間位置令全槍在半待擊狀態，以後扣動扳機會以雙動方式將擊錘由半待擊狀態向後迴轉至待擊狀態，再扣動扳機才會令擊錘被阻鐵平穩地釋放並向前迴轉擊發子彈。擊錘降下至擊發狀態以後仍需解脫握把式自動保險才可發射。但在擊錘扳到待擊位置時，也沒有可以解脫待擊狀態的裝置。當出現啞火彈藥時，應拉動套筒將啞火彈藥拋出槍外和將下一發上膛。
該槍配有雙排雙進的18發可拆卸式钢製彈匣，彈匣體兩側都有餘彈量觀察孔。
早期的SR-1手槍沒有無彈後定功能，也因而無空倉掛機桿。據說這設計是為了讓其槍體表面光滑、沒有過多突出物，可能迅速從槍套或口袋中取出。後期型號則在底把內增加了空倉掛機桿，因此具空倉掛機功能。
據曾使用這款手槍的用戶指出該槍的握把對於俄國人平均的手掌大小而言過大。而且握把背後的握把保險過小和過硬，這樣導致在實戰的心理壓力以下可能無法將握把保險正確地壓到位而導致不能擊發。這導致抓握射擊時帶來不便，以及射擊手的拇指很難壓下擊錘。握把保險的目的是確認手掌緊夾握把，而不是每發的“解決方案”，因為該槍唯一的射擊方法是解脫兩個自動保險裝置。個別使用者會使用膠帶纏在握把以上以代替手掌壓緊握把保險。

## 衍生及改進型
- RG055手槍——前期製作版本，1996年以內生產了50把原型槍。獲联邦警卫局試用。扳機圓潤，扳機護圈為圓形，手槍的握把為暗灰色的粗糙塑料製成。
- “鈍頭蝮蛇”手槍（RG055S）——RG055手槍的出口型。特點是設有徹底的外部裝飾和在套筒的拋殼水以下具有鈍頭蝮蛇的圖案。
- SR-1手槍——1996年12月至2000年生產的型號，自此獲聯邦安全局和联邦警卫局採用。第一代的原型槍，可以使用特殊的彈藥。扳機具有縱長邊緣。扳機護圈的形狀有所修改，具有食指於護圈以外的凹槽。握把上的標記為製造商的商標（中央精密工程研究所為一個圓圈以內獨具風格的貓頭鷹的頭型的標誌；‘馬亞克’工厂則是刻了一圈獨具風格數學符號的圓形內刻著）。目前不再生產。
- “鈍頭蝮蛇”手槍（RG060）——SR1手槍的出口型。
- SPS手槍——自2000年以來為國防部和對外情報局的特種部隊而生產。它的特點的手槍握把的形態改進。緊扣彈匣的釋放按鈕為圓形。照門的形態亦有所改進。目前沒有生產。
- SR-1M手槍——自2003年起為聯邦安全局和联邦警卫局的改進型版本。使用不同類型的彈藥，包括達姆彈。具有按鈕得到放大為長形的握把保險。緊扣彈匣的釋放按鈕與SPS同為圓形。套筒以上的鋸齒狀防滑紋亦有所改進。更換彈匣以後會自動解脫套筒鎖。另外機械瞄具的背面塗上了方形白點，以便於快速瞄準。[5]
- SR-1MP手槍——最新改進型，其特徵在於底把的扳機護環前方的防塵蓋兩側刻有細長凹槽，並且在底部設有螺絲孔用作安裝專用的四向式MIL-STD-1913式配件安裝導軌支架的接口，藉以安裝各種各種戰術附件：紅點鏡（或準直式瞄準鏡（英语：Collimator sight））、雷射瞄準器或戰術燈。如配備外露螺紋式槍管，還可於槍口裝上消聲器。目前的版本已經增加自動保險手柄。[6]

## 彈藥
SR-1“維克多”發射專用9×21毫米“鈍頭蝮蛇”手枪子彈，全彈總長度為32.7毫米（1.29英吋）。
- SP-10（俄语：СП-10；7N29）：淬火钢芯子彈，增加對避彈衣的貫穿力[7]
- SP-11（俄语：СП-11；7N28）：標準型铅芯全金屬被甲子彈
- SP-12（俄语：СП-12）：擴張型子彈，增加對人制止力，亦減少了跳彈的危險；無軍方定型代號，因為並非俄羅斯制式裝備
- SP-13（俄语：СП-13；7BTZ）：基於SP-10的曳光彈

據有關專家介紹，SP-11、SP-12兩種彈藥的威力分別高於9×18毫米馬卡羅夫1.5—2倍以上。

## 使用國
- 白俄羅斯
  - 白俄羅斯共和國國家安全委員會[8]
- 俄羅斯
  - 俄羅斯聯邦安全局
  - 俄羅斯聯邦保衛局
  - 俄羅斯聯邦武裝力量總參謀情報局
  - 俄羅斯聯邦內務部[8]

## 圖集

### SR-1M

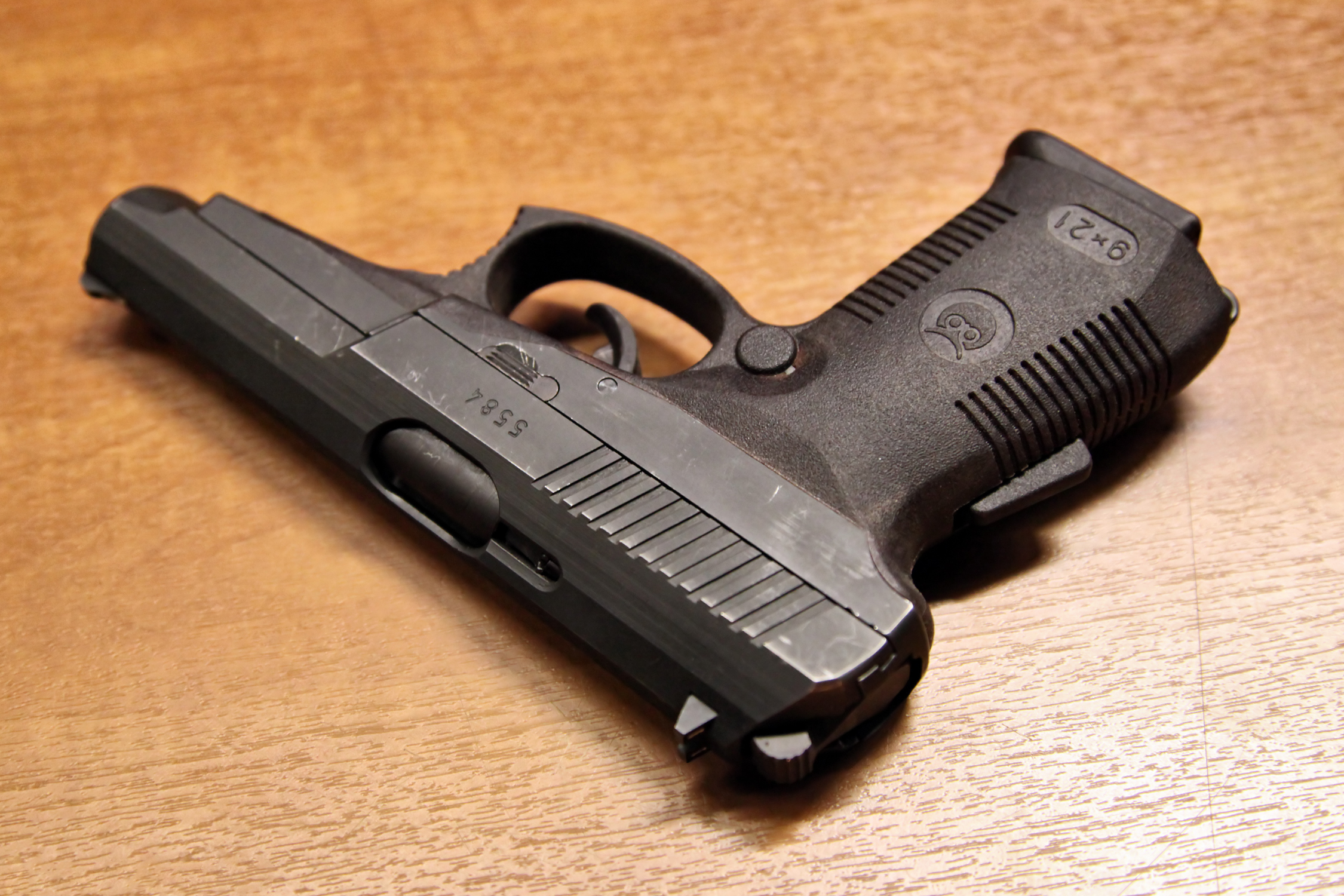
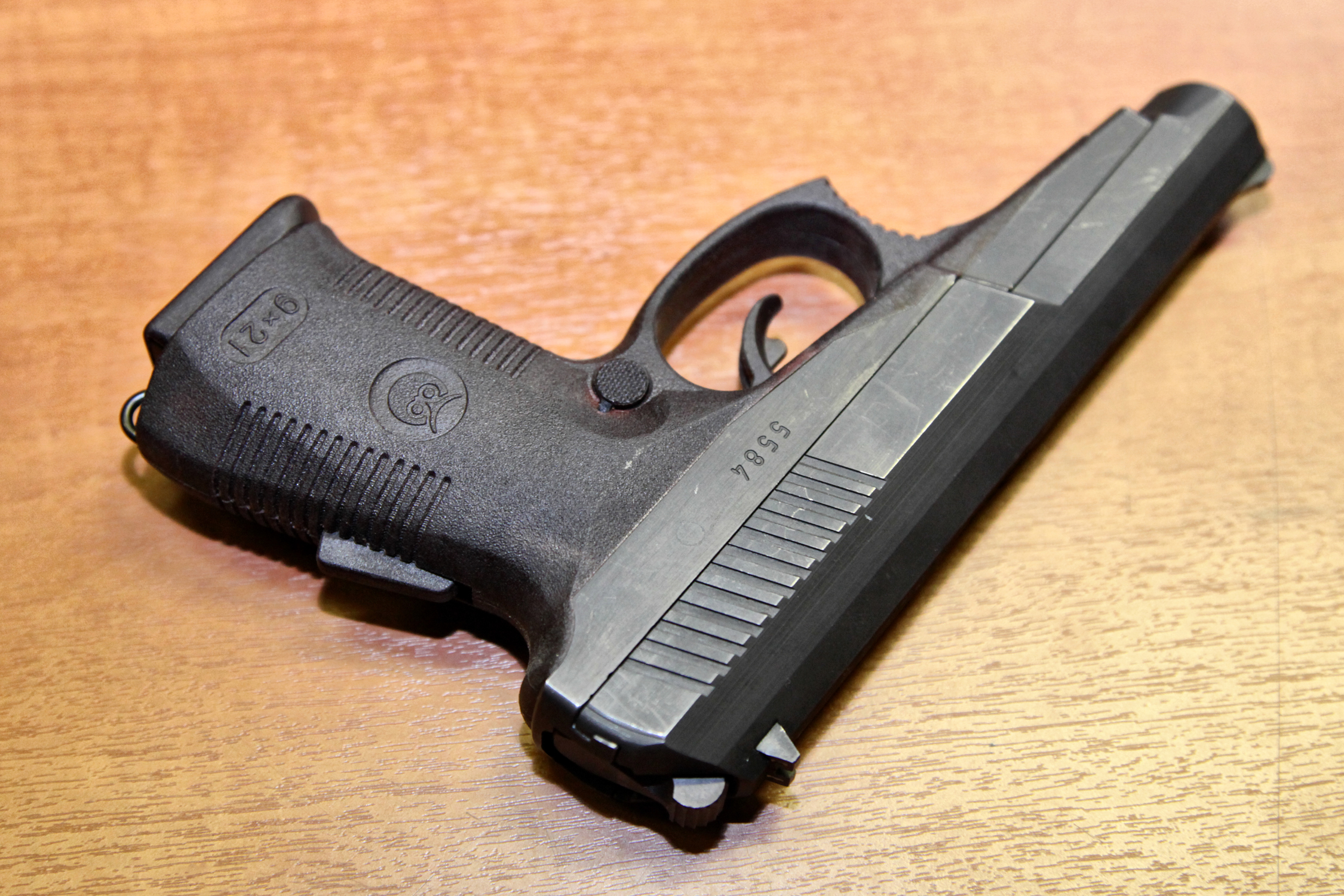
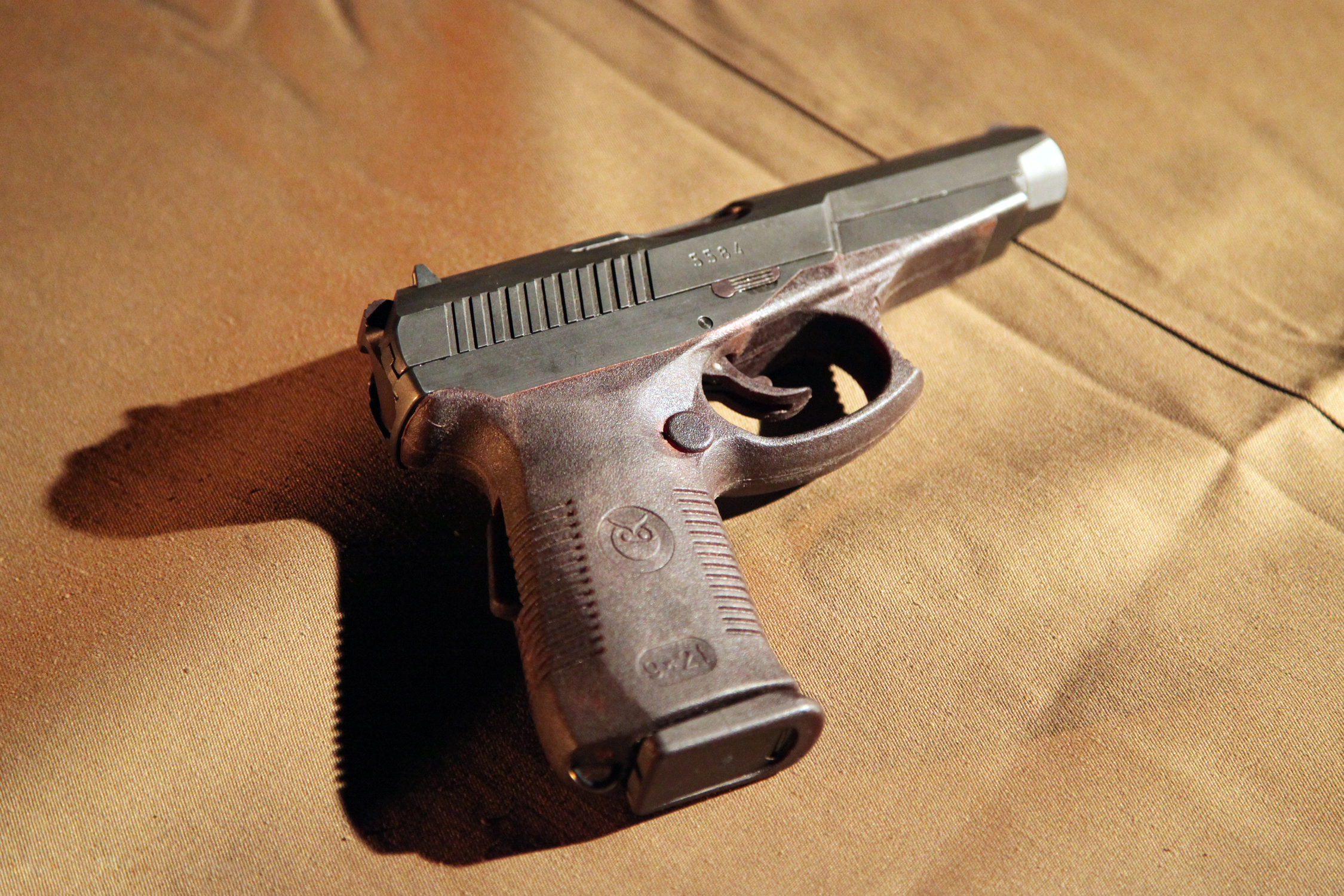
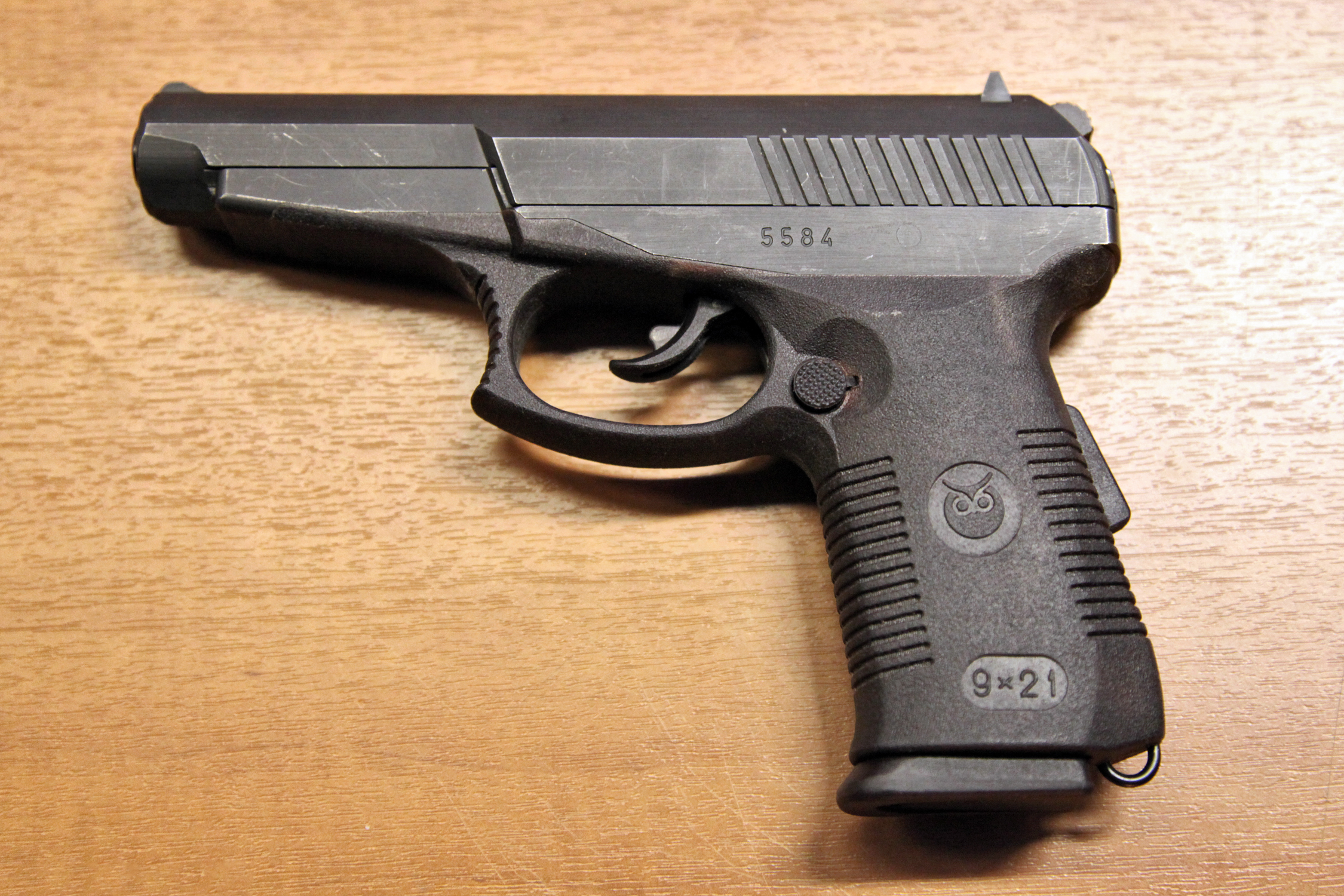
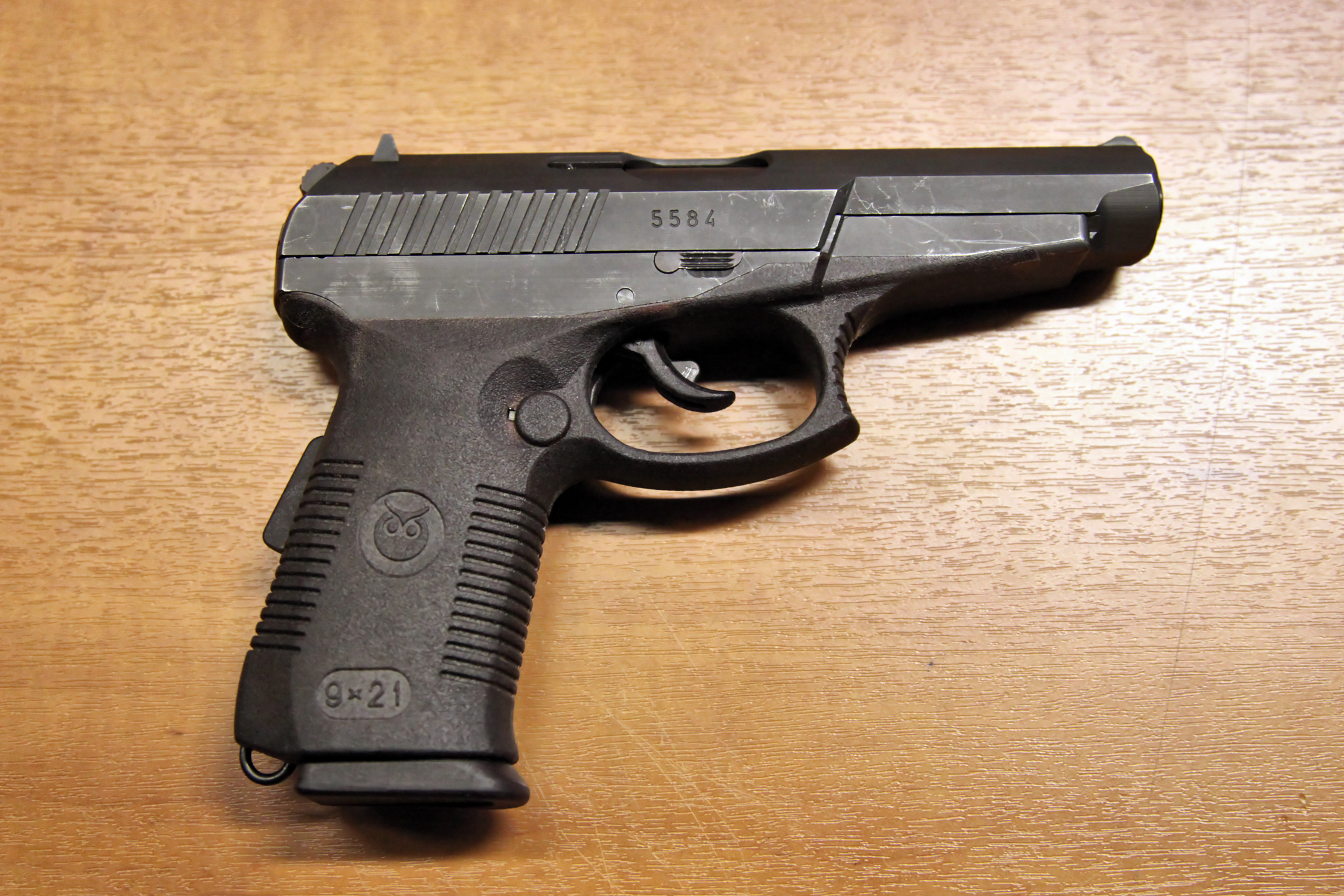
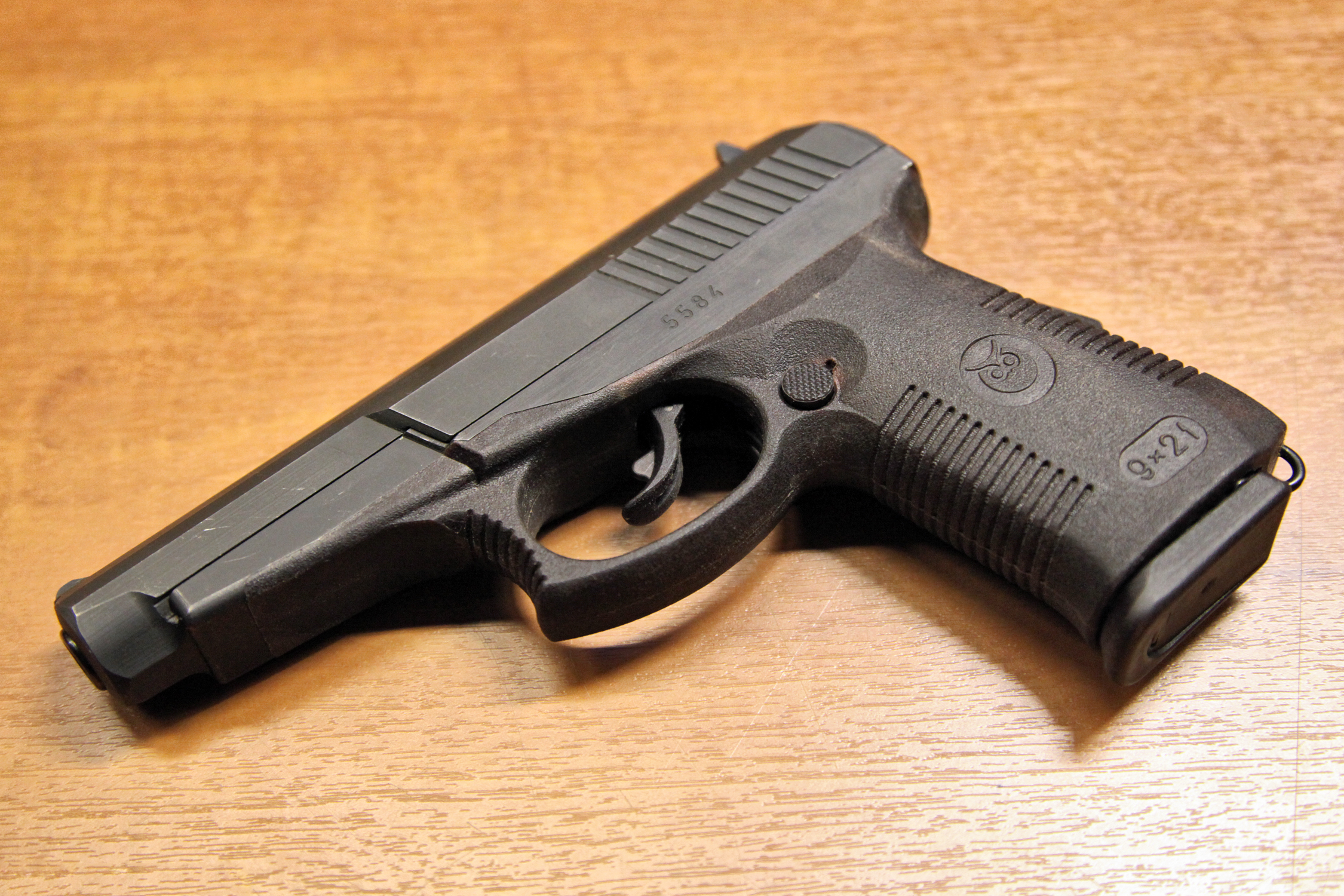
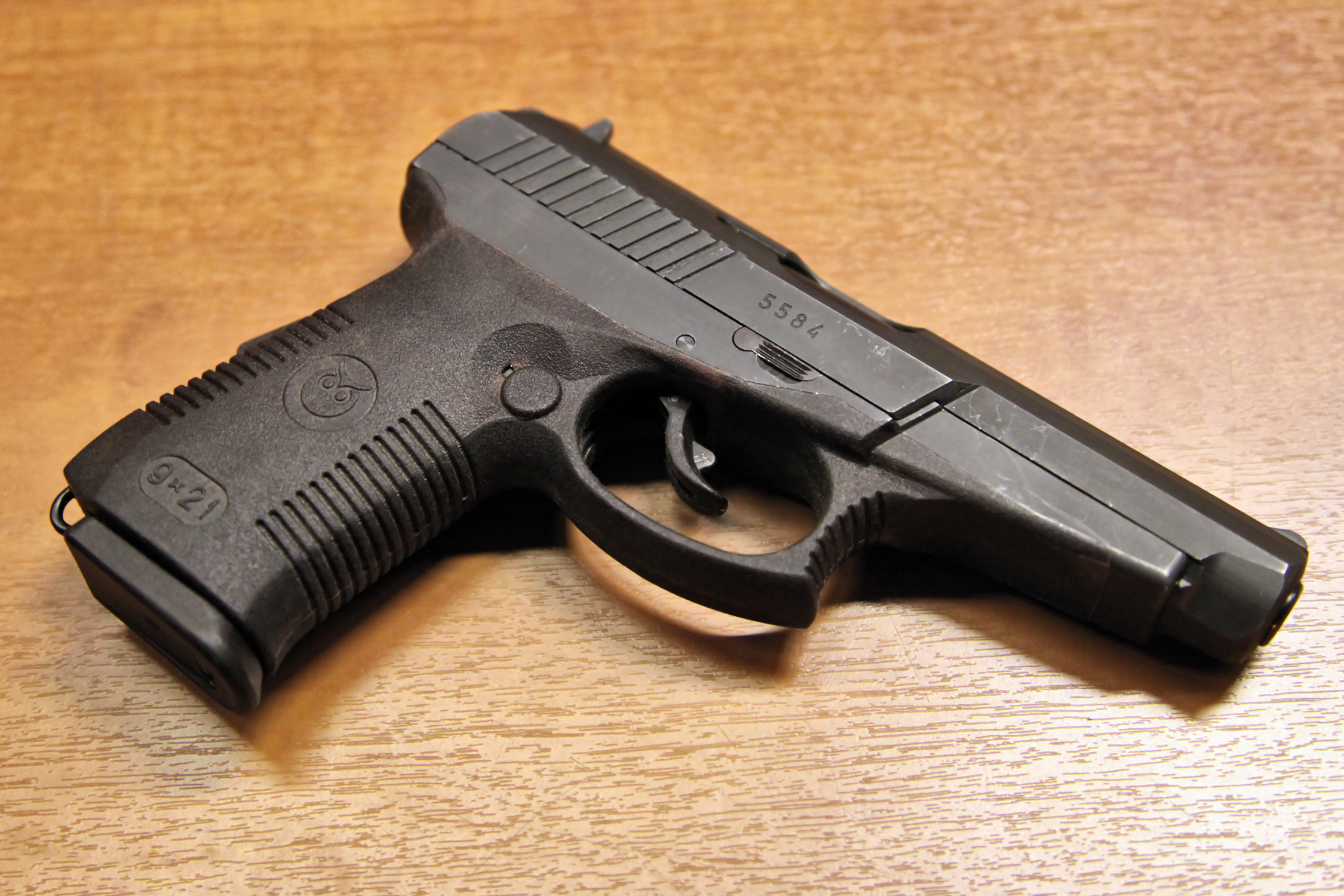
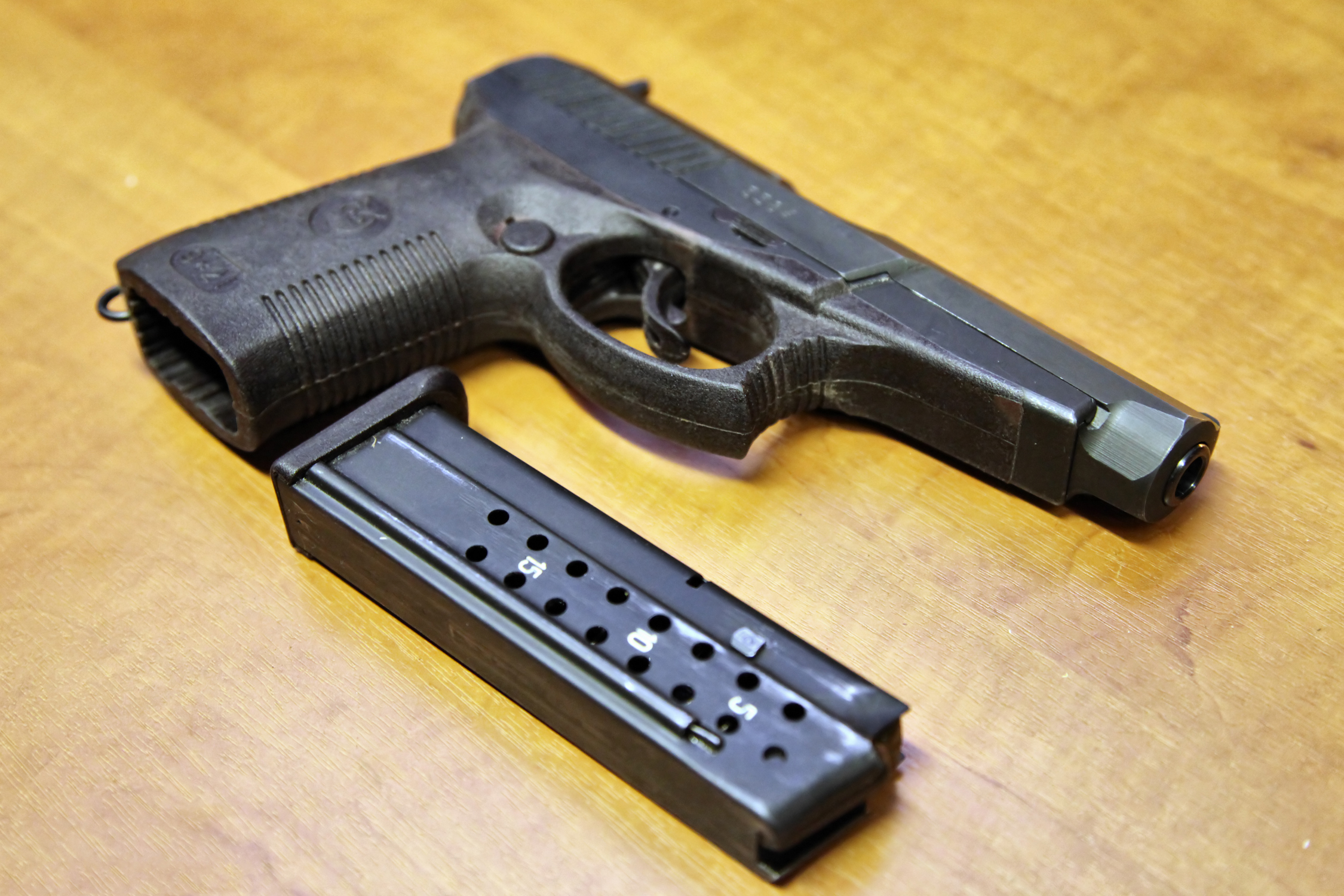
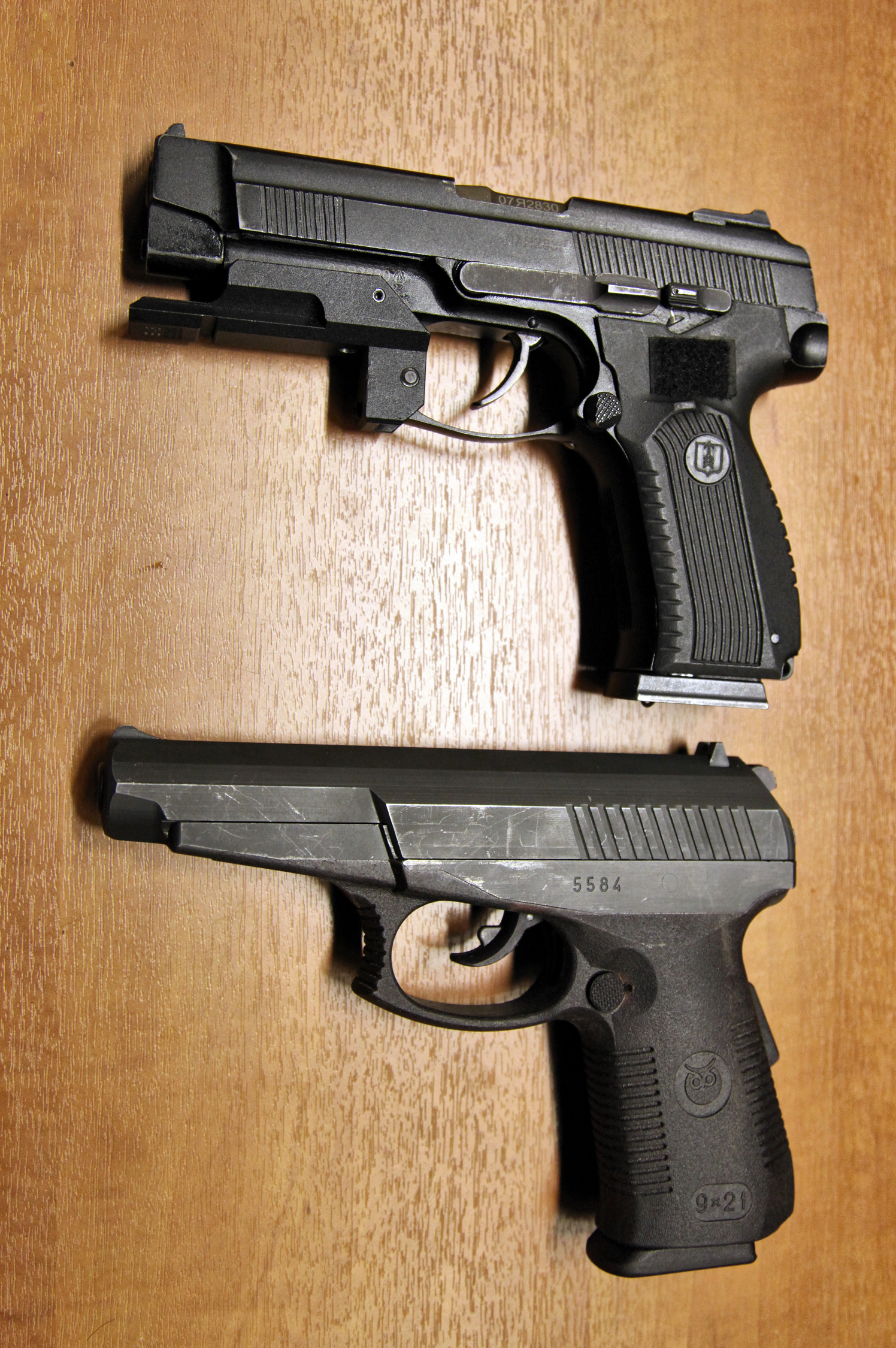
MP-443“烏鴉”與SR-1“維克多”（下）的比較
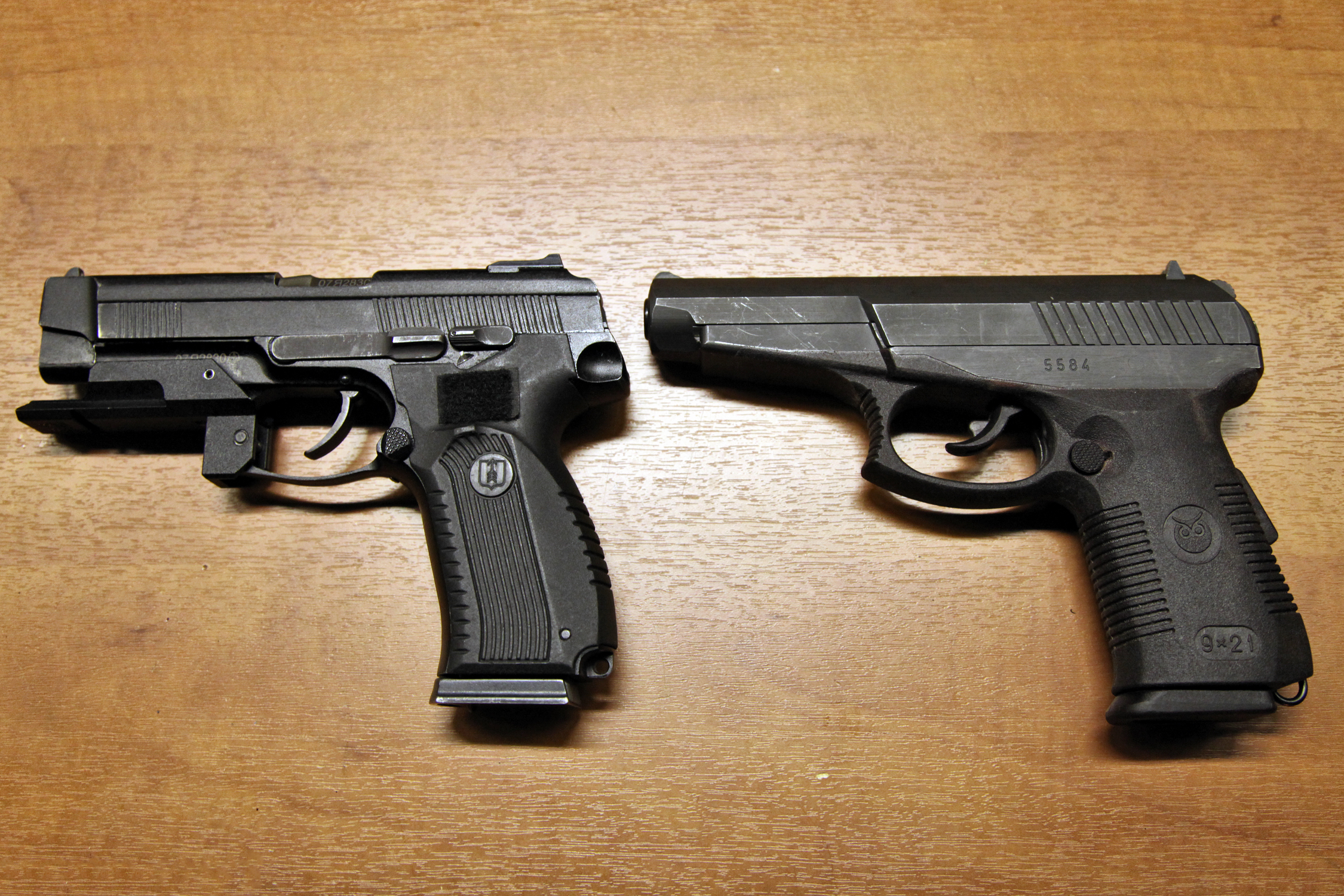
File:SR1M and Yarigin-03.jpg
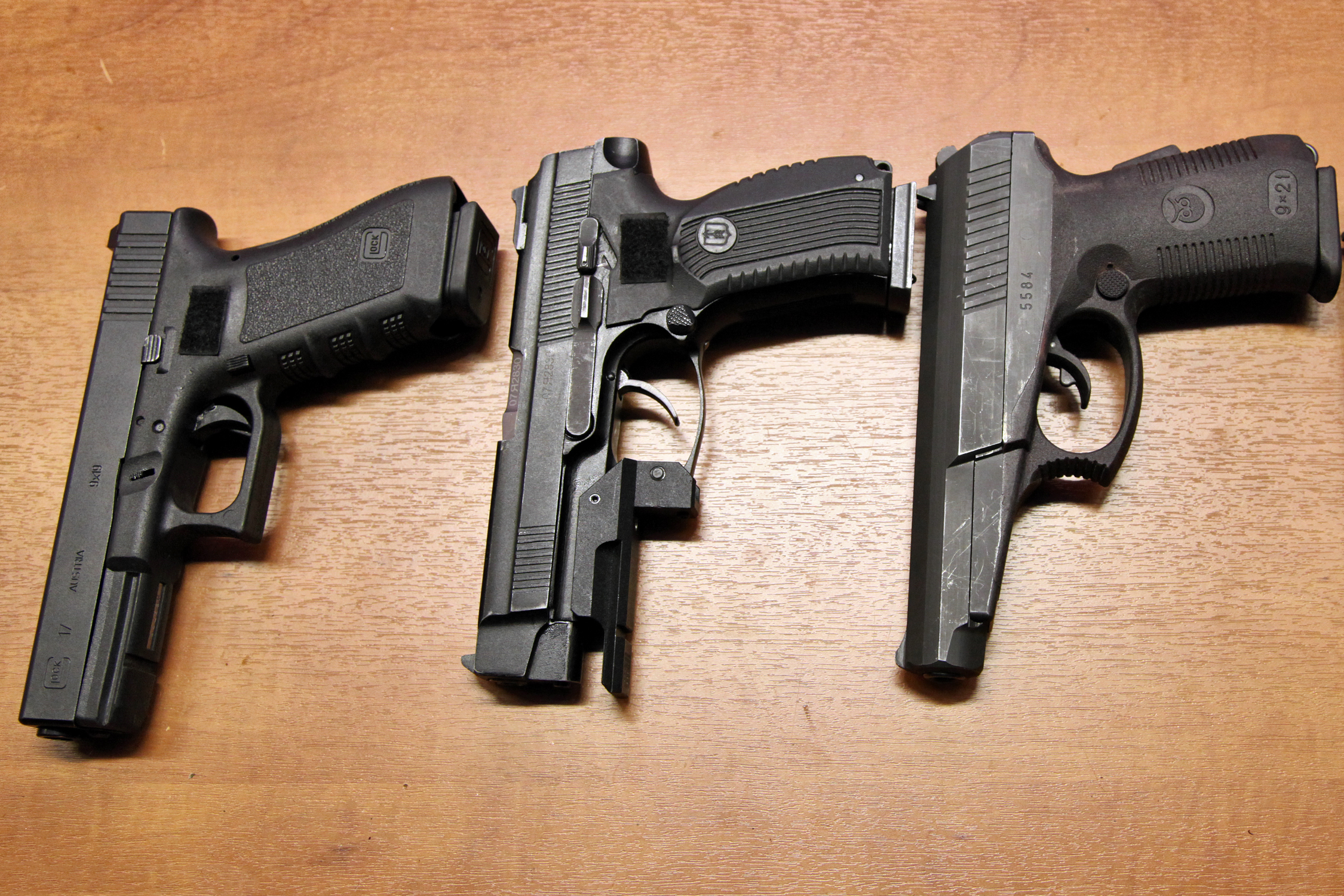
第三代格洛克17、MP-443“烏鴉”與SR-1“維克多”（右）的比較

### SR-1MP

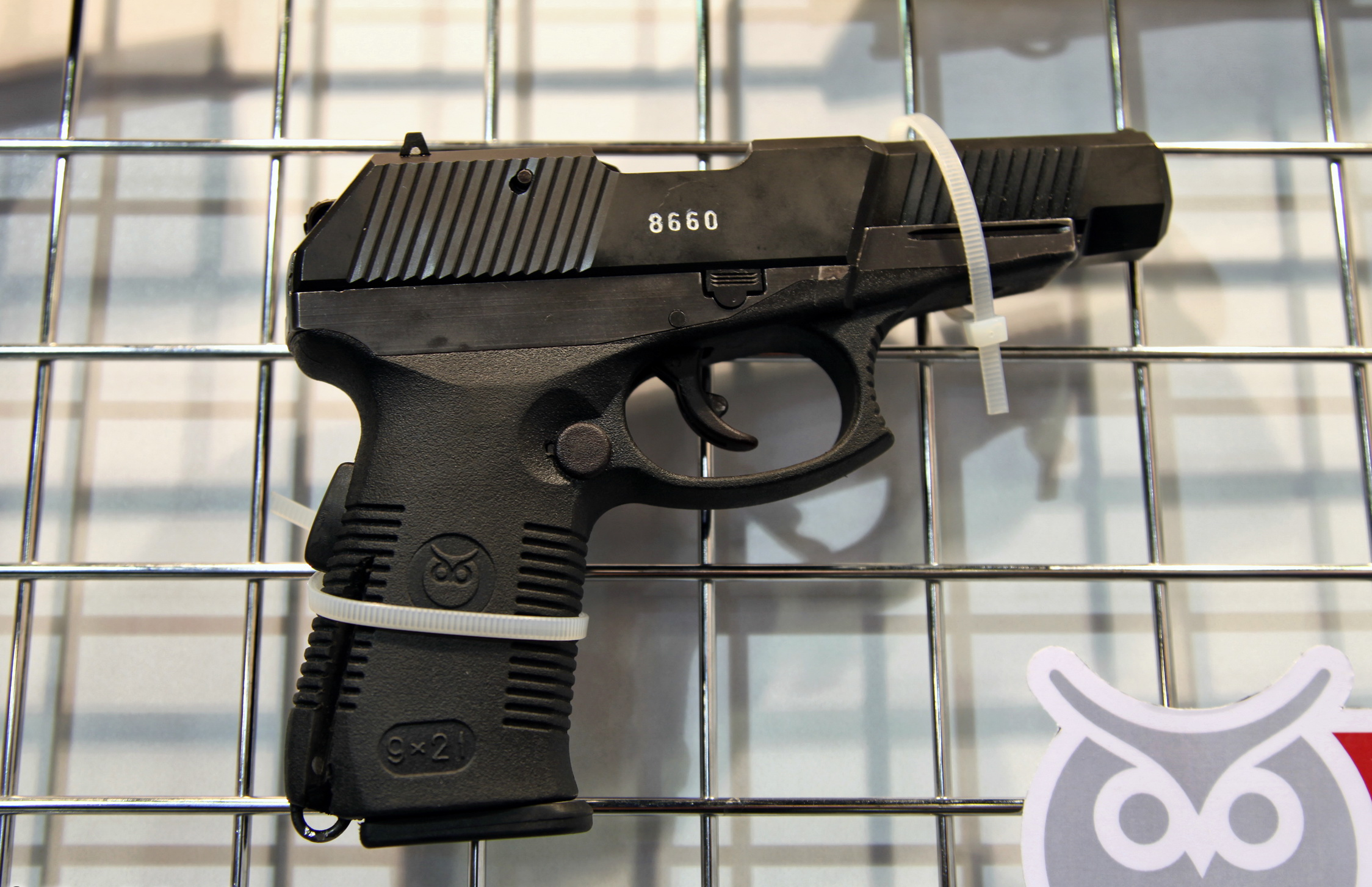
全槍
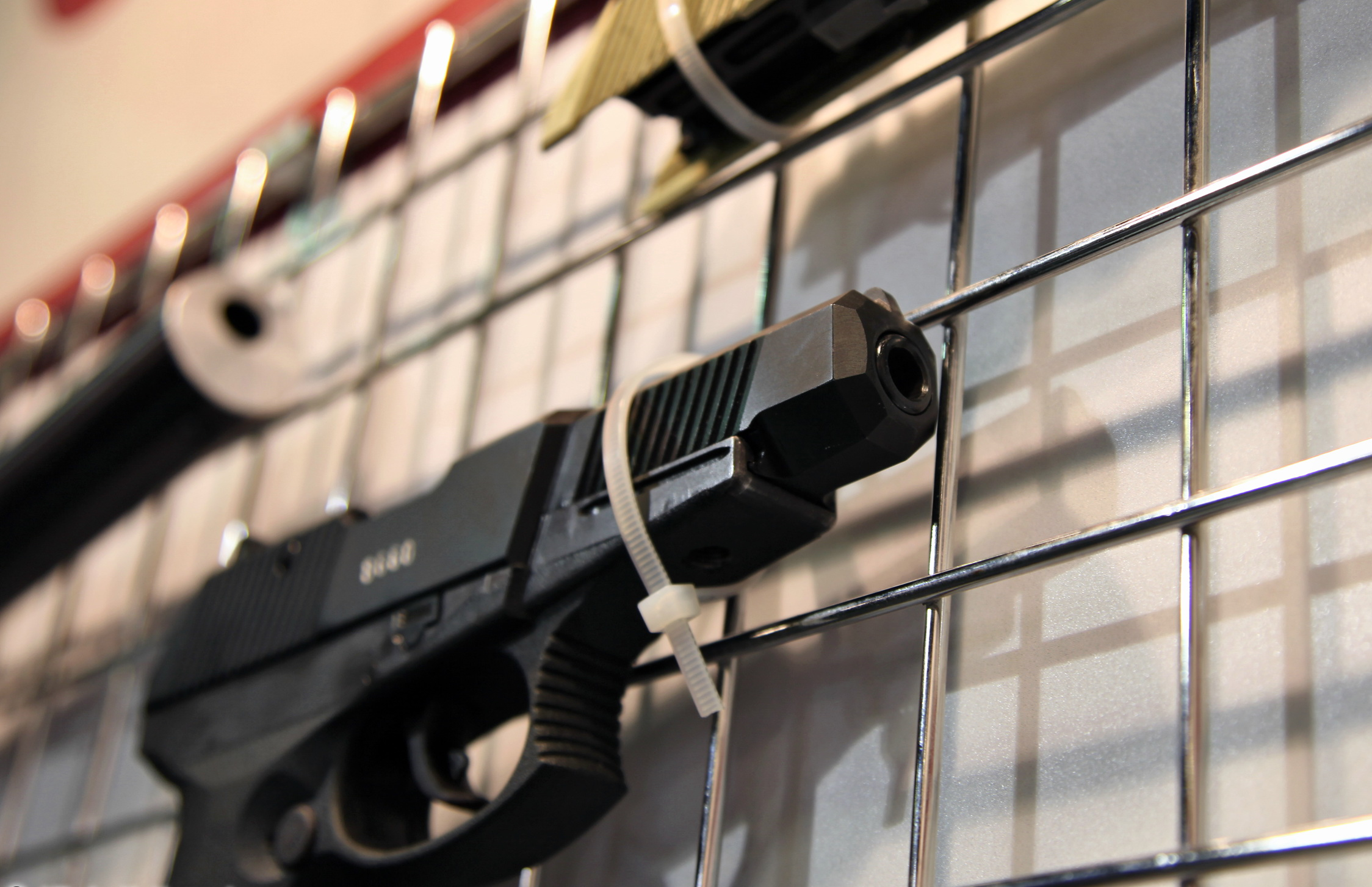
槍口
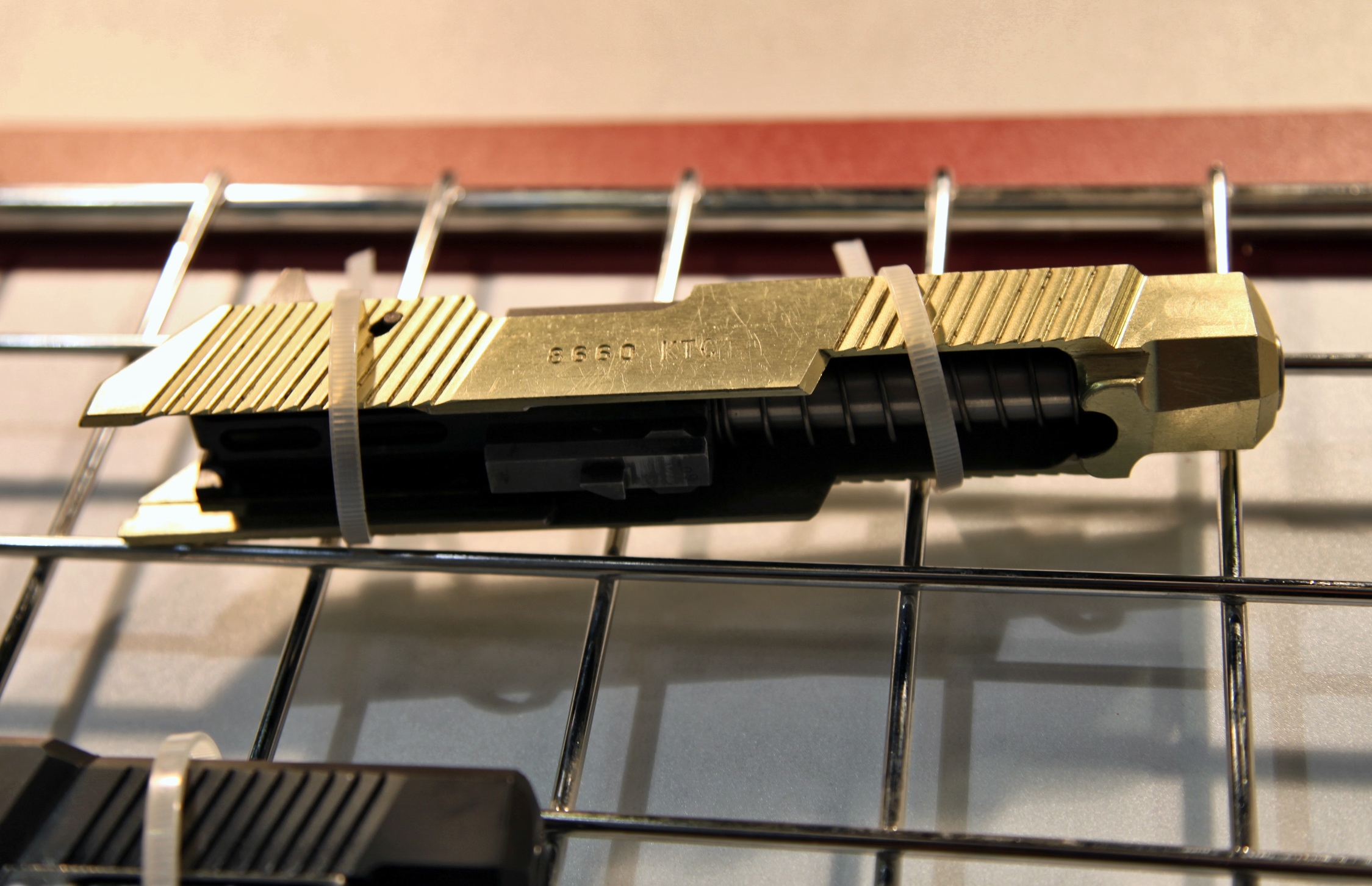
套筒
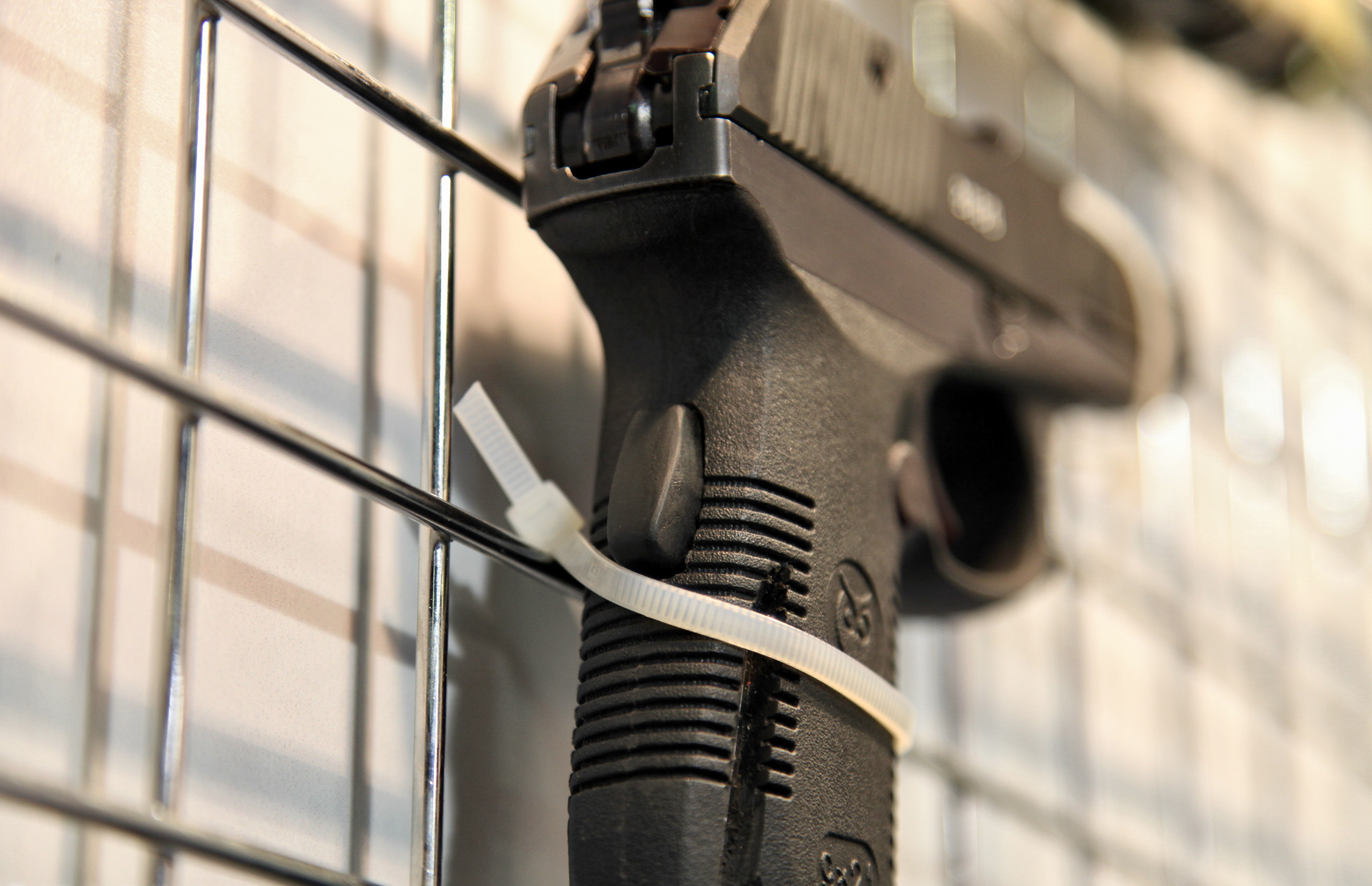
握把及握把保險
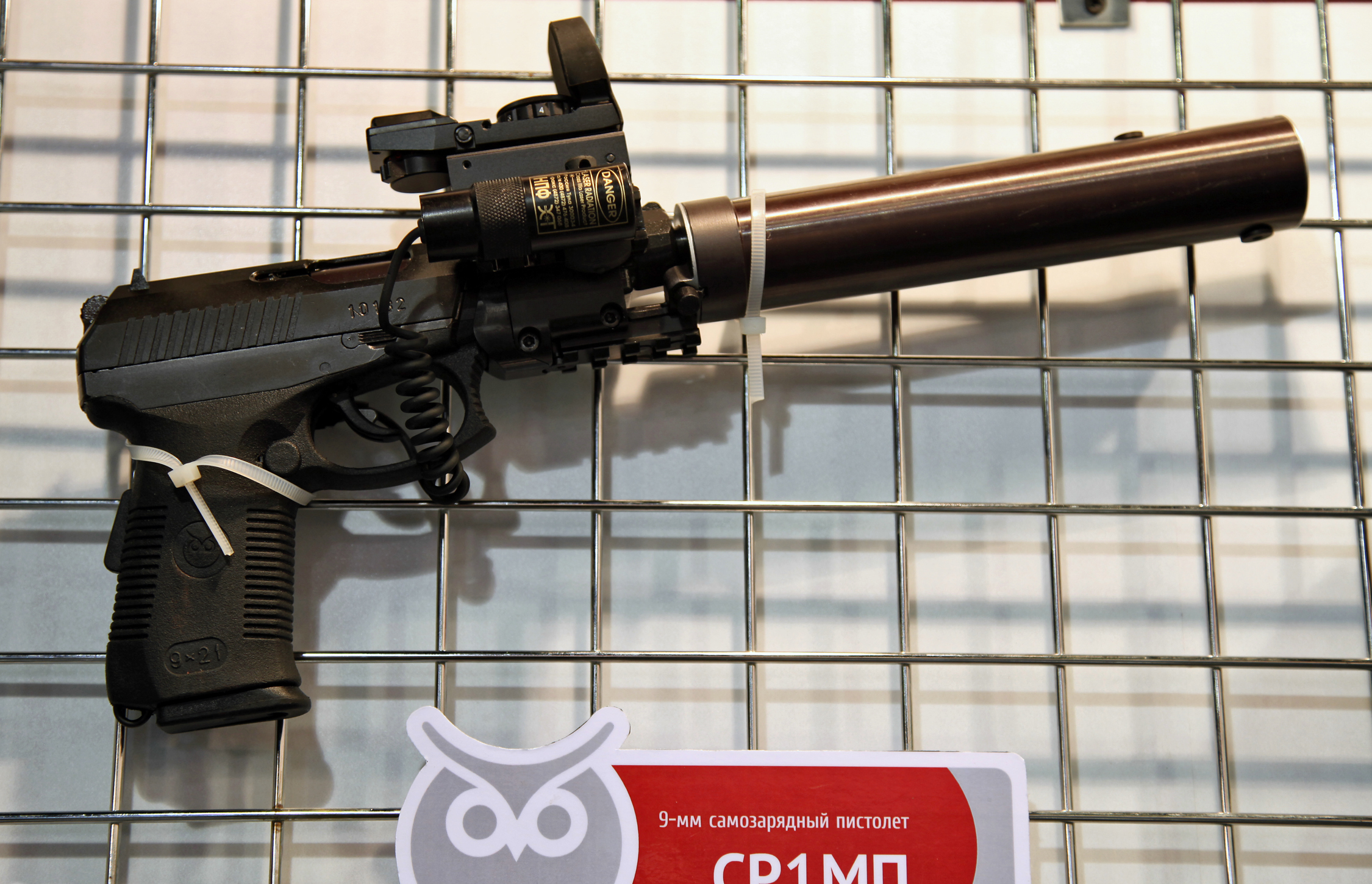
工程技術2014年國際論壇展覽上展出了裝上紅點鏡、雷射瞄準器和消聲器
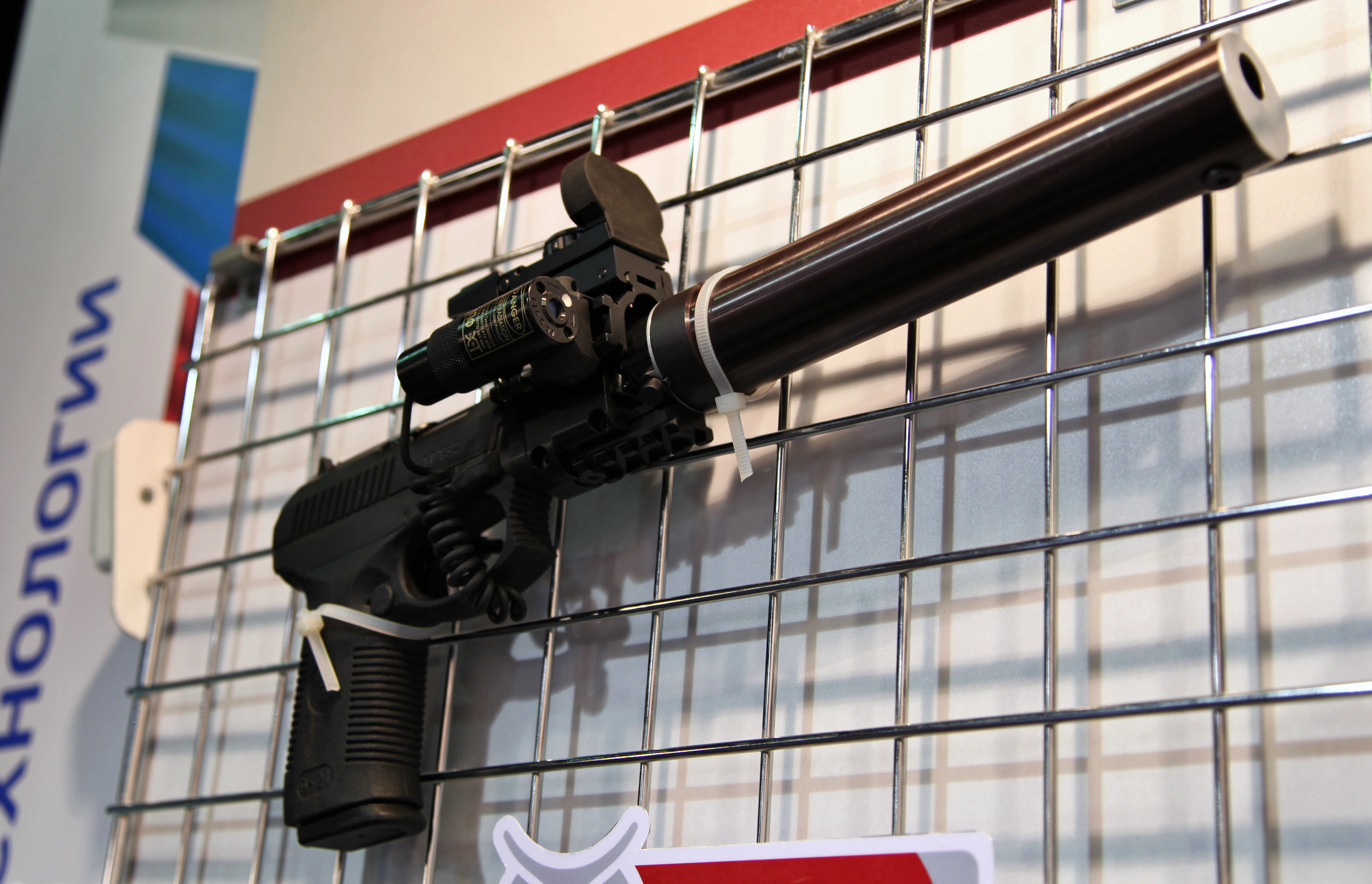
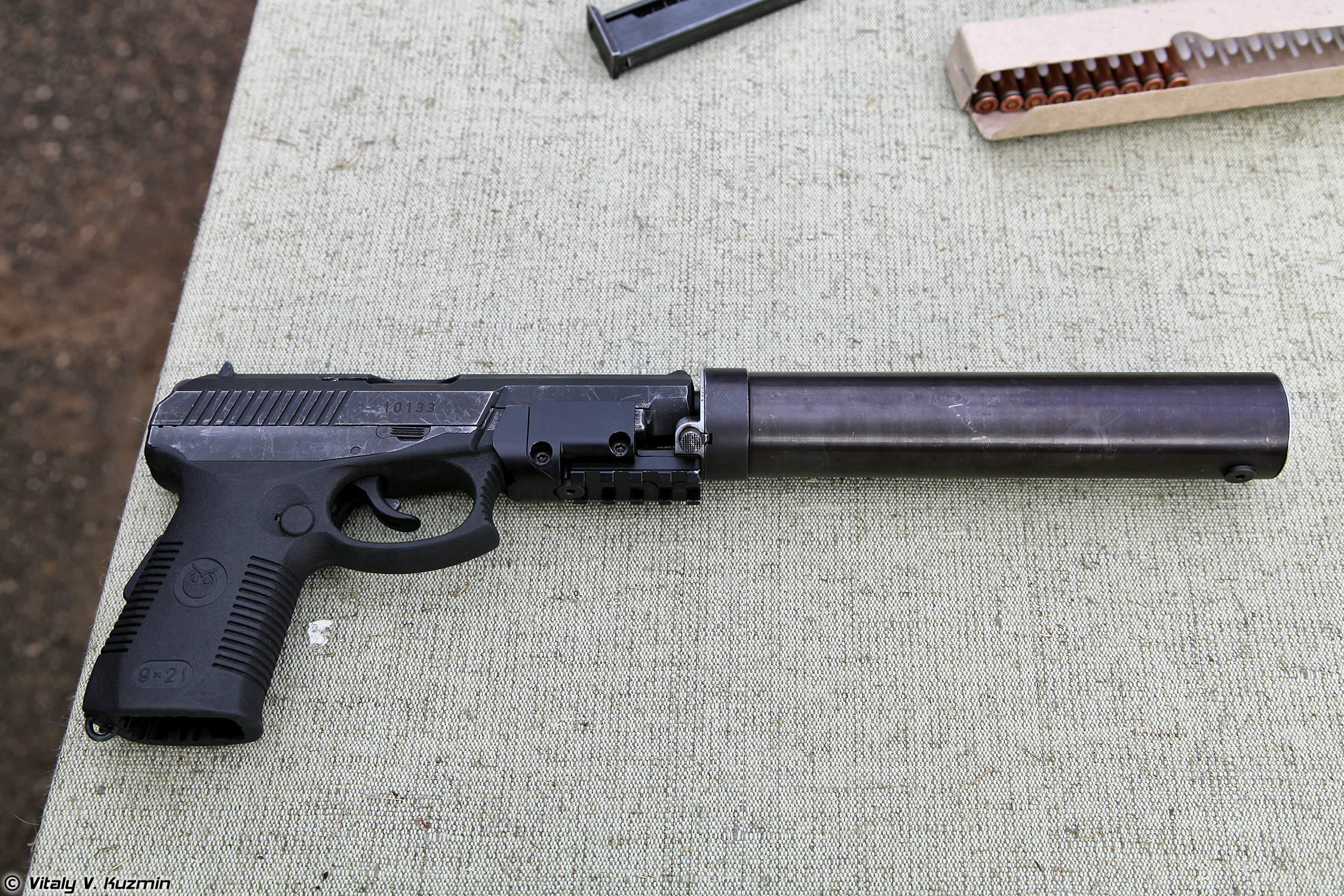
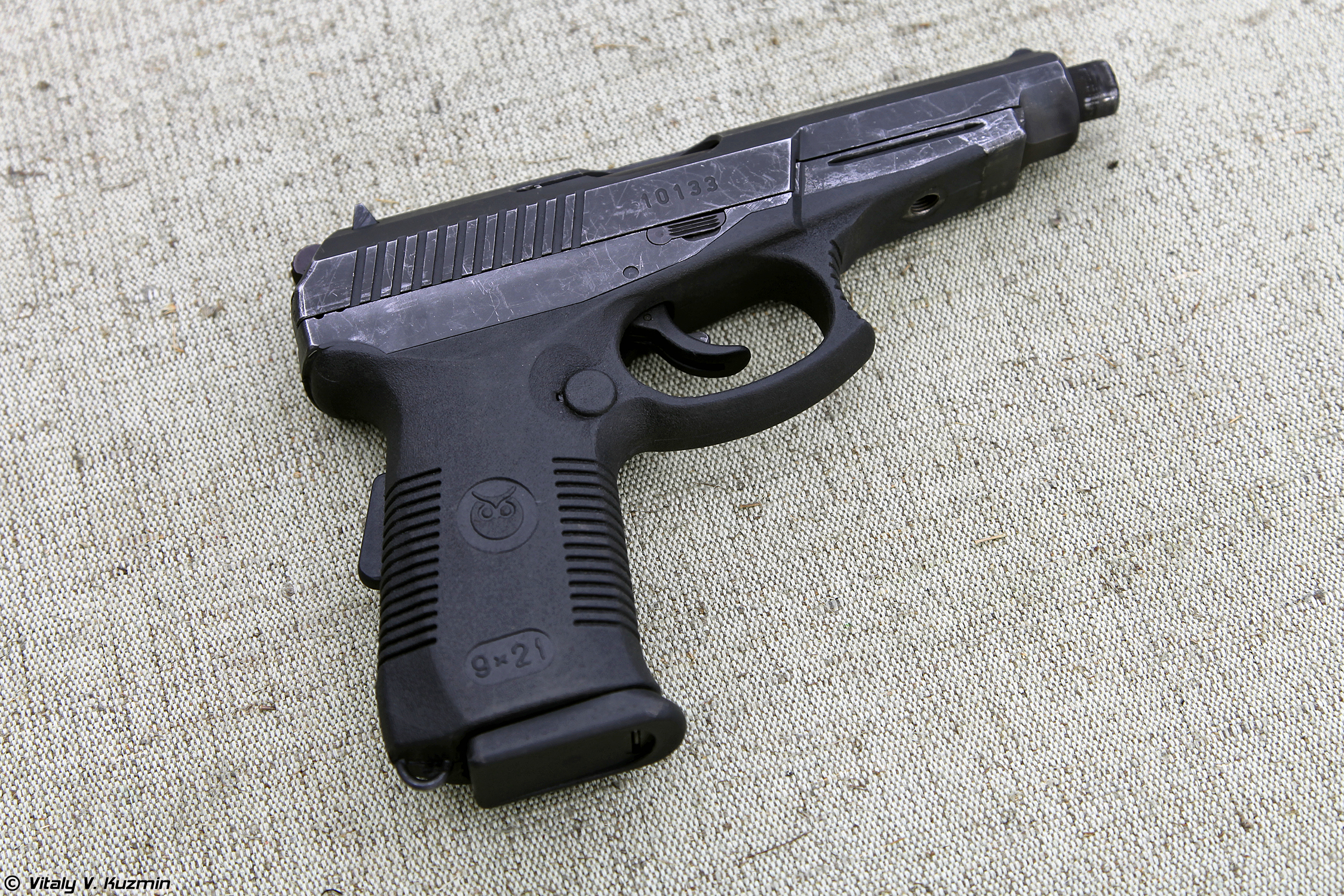
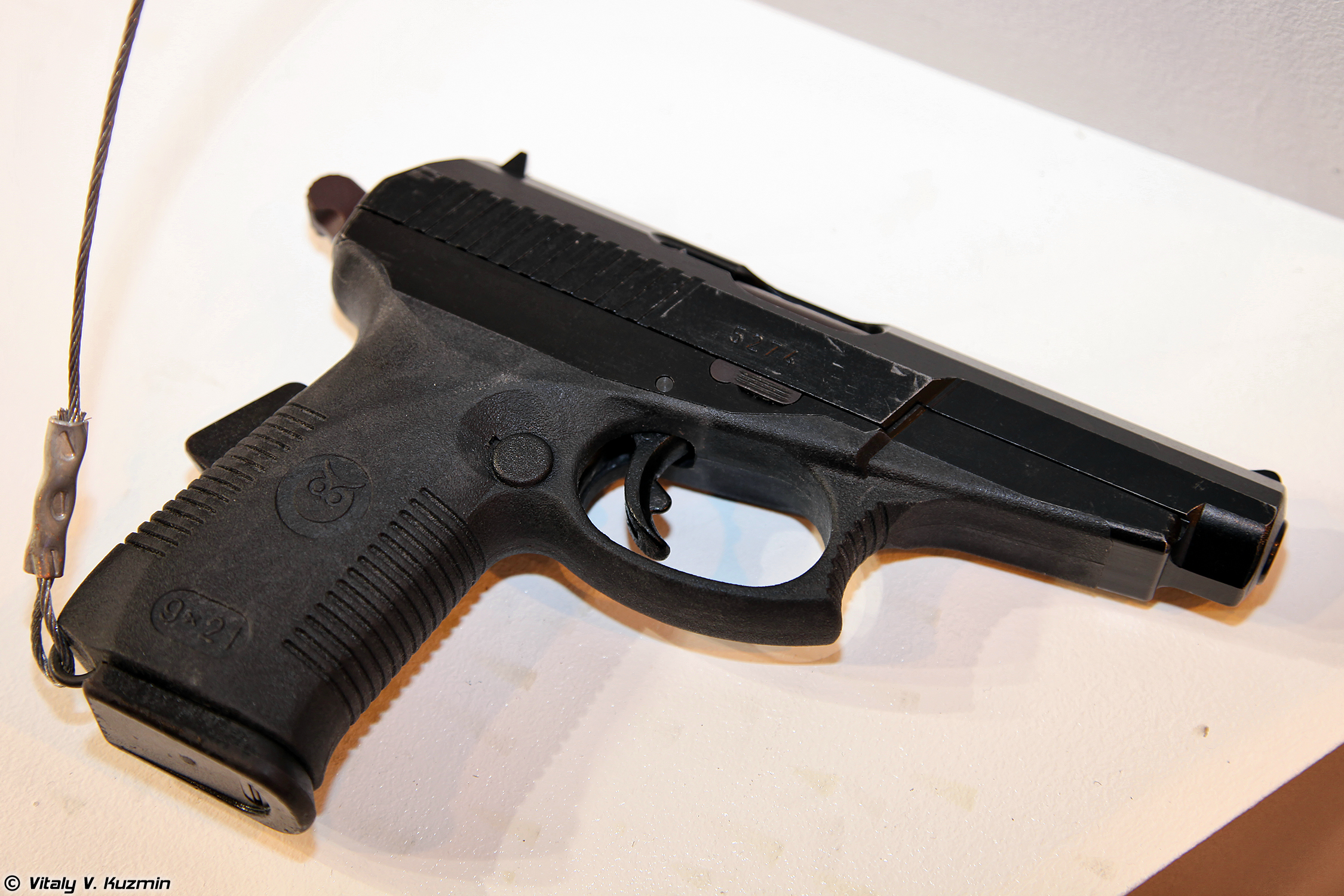
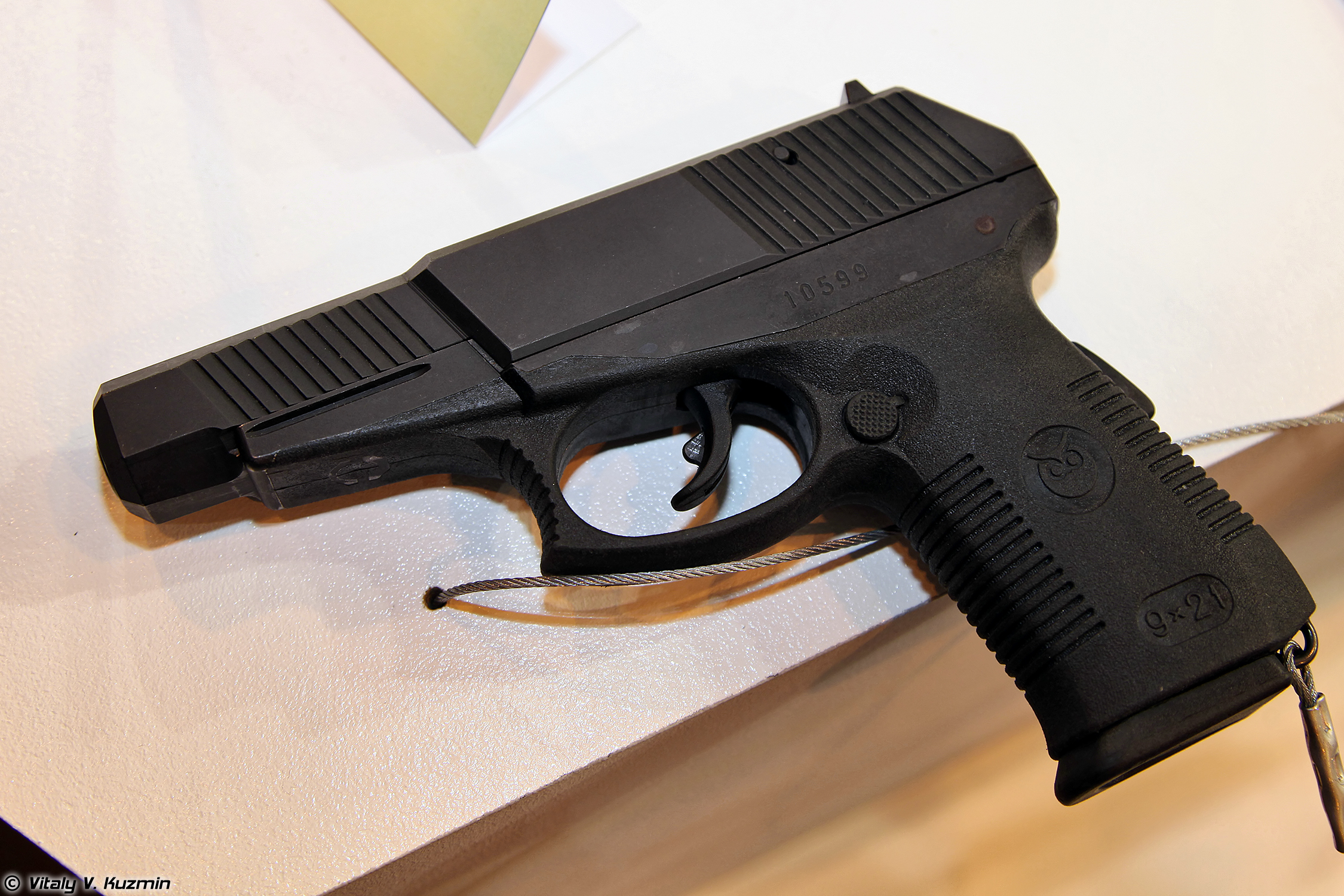
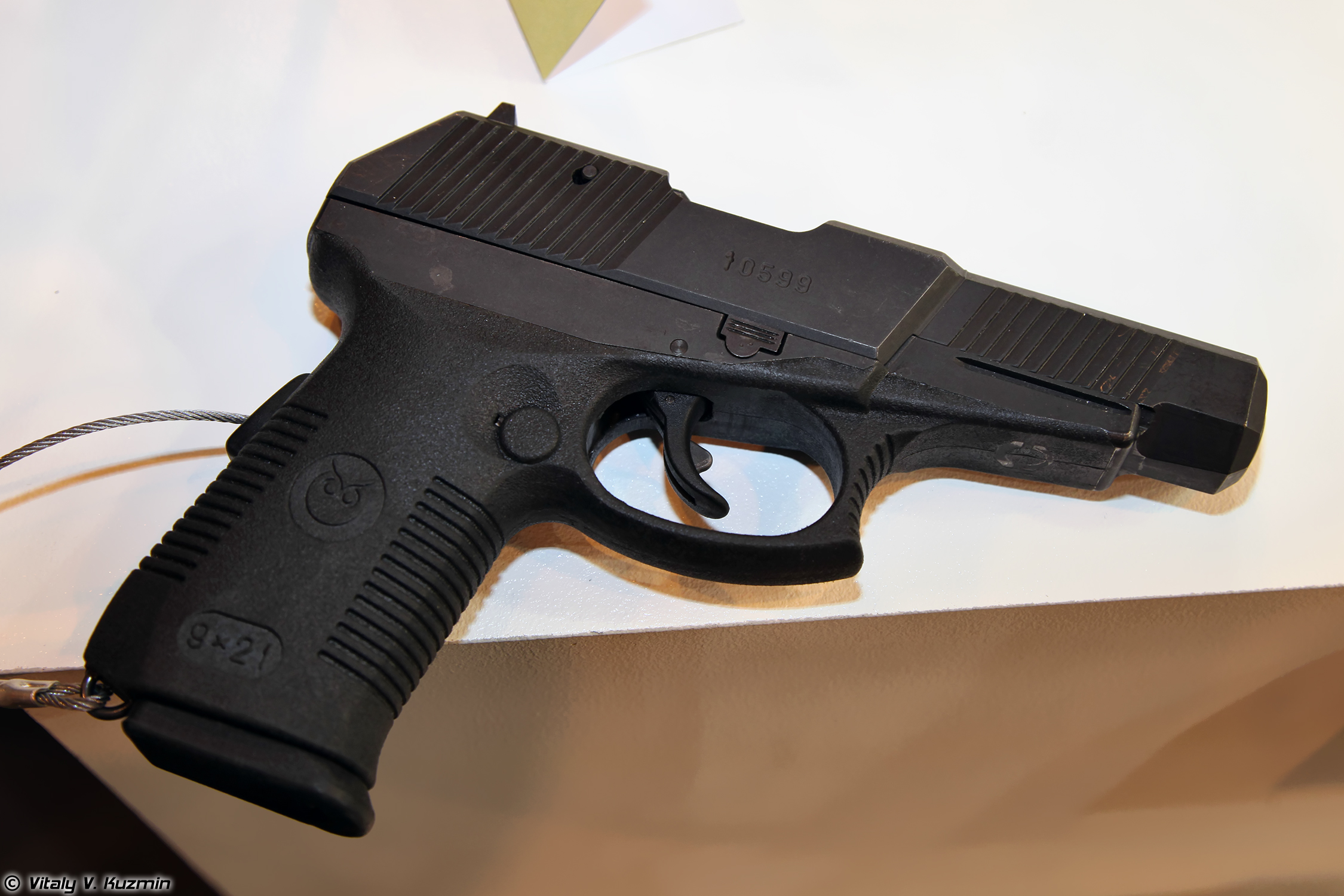
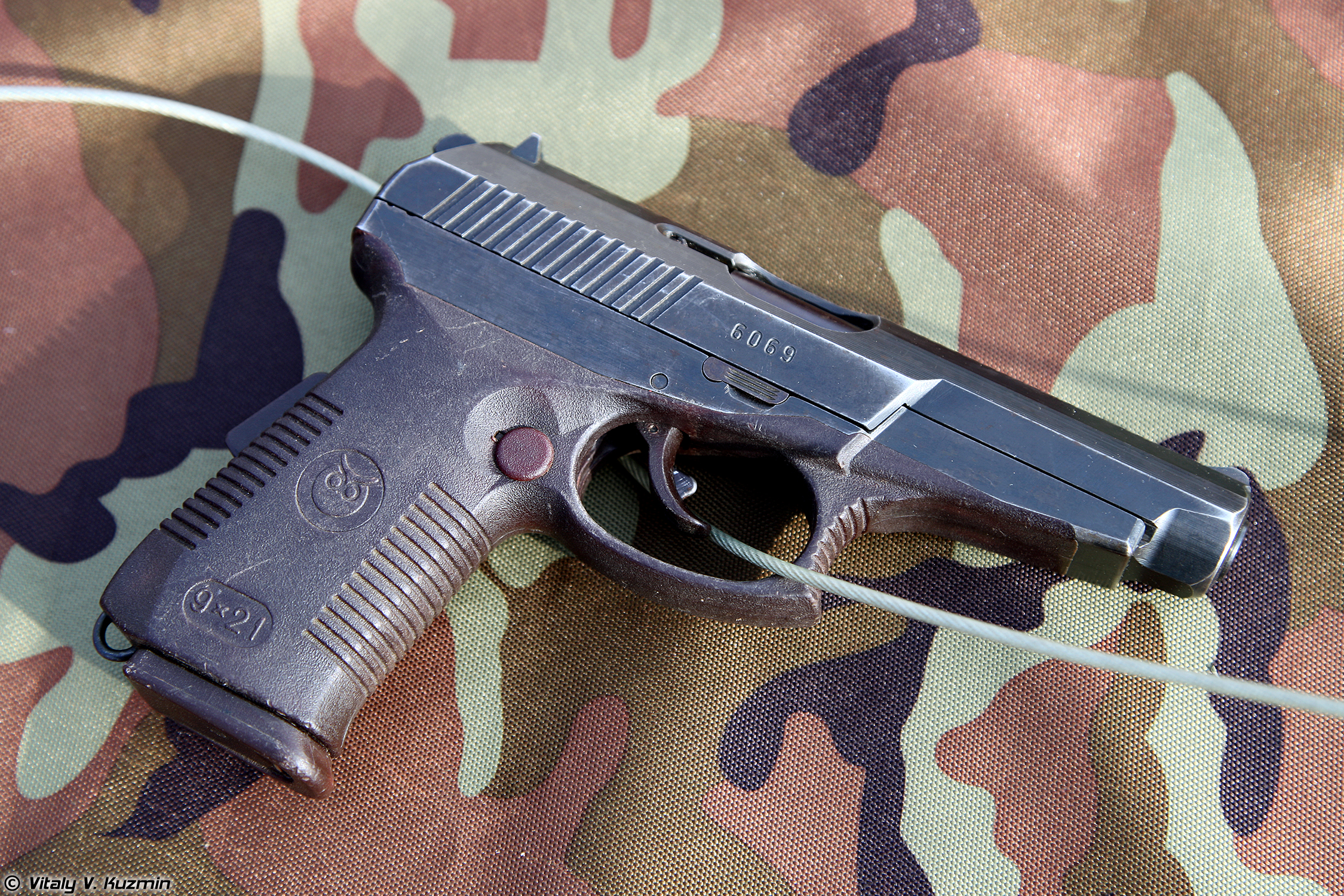

## 資料來源
1. ↑  Сергей Монетчиков. Арсенал: «Три богатыря», или новые боевые пистолеты （页面存档备份，存于） // Братишка : Ежемесячный журнал подразделений специального назначения. — М.: ООО «Витязь-Братишка», 2009. — № 1.
2. ↑  Постановление Правительства РФ N 708 от 29.06.1999 г. «Перечень типов и моделей боевого ручного стрелкового оружия, состоящего на вооружении прокуратуры Российской Федерации и предназначенного для личной защиты прокуроров и следователей, и патронов к нему»
3. ↑  Постановление Правительства РФ № 166 от 21.03.2003 г.
4. ↑  А. И. Благовестов. То, из чего стреляют в СНГ: Справочник стрелкового оружия. / под общ.ред. А. Е. Тараса. Минск, «Харвест», 2000. стр.69-71
5. ↑  Сергей Монетчиков. Арсенал: «Три богатыря», или новые боевые пистолеты （页面存档备份，存于） // Братишка : Ежемесячный журнал подразделений специального назначения. — М.: ООО «Витязь-Братишка», 2009. — № 2.
6. ↑  (рус.) // Мастер-ружьё : журнал. — 2013. — Август (т. 197, № 8). — С. 5.
7. ↑  .   [2016-08-07]. （原始内容存档于2016-08-12）.
8. 1 2  .   [2016-08-07]. （原始内容存档于2016-05-22）.

## 外部連結
- （俄文）—Пистолет Сердюкова СПС / СР.1 / СР.1М / СР1МП (Россия). История, конструкция, особенности, преимущества и недостатки на сайте armoury-online.ru（页面存档备份，存于）
- （英文）—Modern Firearms—Serdyukov SPS SR1 SR1M SR1MP Gyurza / Vector pistol（页面存档备份，存于）
- （英文）—The Firearm Blog.com—
  - Kalashnikov Concern, Tula, TsNIITochMash at IDEX（页面存档备份，存于）
  - Whats new at Guns.Ru: Russian SR-1 PM Pistol, China’s CF07 Pistol and more（页面存档备份，存于）
  - Modern Makarov? Russian “Udav” Pistol to Complete Trials Late in 2016（页面存档备份，存于）
- （英文）—weaponsystems.net—SR-1 Gyurza（页面存档备份，存于）
- （俄文）—Энциклопедия Вооружений－Пистолет СР-1 Гюрза и СР 1.М（页面存档备份，存于）
- （简体中文）—D Boy Gun World（枪炮世界）—谢尔久科夫SPS手枪（SR-1）（页面存档备份，存于）